# Цепитис, Имантс
И́мантс Це́питис (латыш. Imants Cepītis; 1935—1993) — советский латвийский хоровой дирижёр и педагог. Народный артист Латвийской ССР (1977).

## Биография
Родился 9 января 1935 года. в Ученик Я. А. Озолиньша. В 1969 году становится главным дирижёром Государственного академического хора Латвийской ССР. Выступал как дирижёр на Латвийских певческих праздниках. В 1961 году начинает преподавать в Латвийской консерватории, где в 1964—1969 годакх был заведующим кафедрой. Член КПСС в 1954—1991 годы.
Умер 16 июля 1993 года. Похоронен в Риге на Лесном кладбище.

## Награды и звания
- Заслуженный деятель искусств Латвийской ССР
- Народный артист Латвийской ССР (1977)
- Государственная премия Латвийской ССР (1980)